# Liste von Söhnen und Töchtern der Stadt Forchheim
Die Liste enthält bedeutende Persönlichkeiten, die in Forchheim geboren wurden. Sie sind chronologisch nach Geburtsjahr geordnet. Ob sie in der Stadt oder andernorts berühmt geworden sind, ist dabei unerheblich.

## Bis 1900
- Johannes Fabri (* im 15. Jahrhundert; † 1480 in Mühlberg), römisch-katholischer Theologe
- Heinrich Koburger (* im 15. Jahrhundert; † um 1450), niedergelassener Wundarzt und Wanderarzt im südwestdeutschen Raum
- Georg Helt (* um 1485; † 6. März 1545 in Dessau), Humanist, Altphilologe und Universalgelehrter
- Johann Salver (* um 1670; † 1738 in Forchheim), Kupferstecher
- Johann Philipp Anton von und zu Frankenstein (* 27. März 1695; † 3. Juni 1753 in Bamberg), Bamberger Fürstbischof
- Benedict Schmidt (* 21. März 1726; † 3. Oktober 1778 in Ingolstadt), Jurist
- Paul Oesterreicher (* 1766; † 3. Februar 1839 in Bamberg), Beamter, Archivar und Historiker.
- Karl von Göb (* 1787; † 19. April 1870 in München), Generalverwalter der Bayerischen Posten und Eisenbahnen
- Johann Baptist Baron von Roppelt (* 16. April 1791; † 20. Juni 1874 in München), Generalleutnant
- Matthias Benzinger (* 1800; † 1856?), Begründer von St. Marys, Pennsylvania
- Wilhelm Bachmaier (* 26. Februar 1801; † 17. September 1864 in Forchheim), Kaufmann und Politiker
- Nikolaus Titus (* 28. Januar 1808; † 29. November 1874 in Bamberg), Anwalt und Politiker
- Johann Spörlein (* 7. Januar 1814 in Burk; † 19. November 1873 in Bamberg), katholischer Theologe und Güntherianer
- Carl Carl (* 4. April 1830; † 20. August 1898 in München), Komponist und Musiker
- Christoph Reisser (* 11. April 1836; † 8. Februar 1892 in Wien, Österreich-Ungarn), technischer Direktor der Zeitung Neue Freie Presse
- Josef Maria Schönfelder (* 8. Juni 1838; † 23. Juli 1913 in München), katholischer Theologe
- Karl Michael Oertel (* 29. Januar 1866; † 4. April 1900 in Nürnberg), Buchdruckereibesitzer und Reichstagsabgeordneter
- Wilhelm Kleemann (* 17. Dezember 1869; † 10. März 1969 in New York City); Bankmanager
- Georg Mayer-Franken (* 15. März 1870; † 18. März 1926 in München), Porträt-, Stillleben- und Landschaftsmaler
- Christian Roth (* 12. Februar 1873; † 16. September 1934 in Breslau), Verwaltungsjurist und Politiker
- Volkmar Kohlschütter (* 29. August 1874; † 10. September 1938 in Bern, Schweiz), Chemiker
- Karl Fuchs (* 17. Juni 1881; † 22. Februar 1972 in Bad Kissingen), Oberbürgermeister von Bad Kissingen
- Karl Sitzmann (* 18. Januar 1883; † 2. Januar 1963 in Bayreuth), Kunsthistoriker
- Leopold Schaefer (* 9. Februar 1884; † 23. September 1952 in Dörzbach), Jurist, Ministerialbeamter und Fachautor
- Willy Hornschuch (* 31. März 1889; † 23. Februar 1962), Unternehmer
- Georg Hagen (* 16. März 1889; † 9. Januar 1962 in Gräfelfing), Jurist, NSDAP-Politiker und Präsident mehrerer Oberpostdirektionen
- Hanns Kreutz (* 14. September 1892; † 3. Dezember 1952 in München), Pflanzenbauwissenschaftler
- Andreas Steinmetz (* 12. Mai 1899; † 21. Februar 1971), Buchbindermeister und Oberbürgermeister, Ehrenbürger der Stadt
- Hilmar Wäckerle (* 24. November 1899; † 2. Juli 1941 an der Ostfront), Nationalsozialist, Kommandant des KZ Dachau

## Ab 1901
- Johannes Kist (* 6. April 1901; † 6. Juli 1972 in Forchheim), römisch-katholischer Theologe, Pfarrer und Hochschullehrer
- Franz Hofmann (* 13. Dezember 1920; † 10. Februar 1945 auf See), Komponist
- Wilhelm Bierfelder (* 30. April 1926; † 8. Februar 2017), Wirtschaftswissenschaftler
- Heribert Hopf (* 14. Februar 1936), Schriftsteller
- Erwin Brug (* 15. Mai 1938), Chirurg
- Wilfried Weber (* 5. Juli 1942), Theologe und Soziologe
- Harald Clemen (* 23. Januar 1947), Theaterregisseur
- Wolfgang Sauer (* 9. Januar 1948), römisch-katholischer Priester
- Lilian Atterer (* 1948), Schönheitskönigin und Fotomodell
- Hans Kreis (* 18. Juli 1948), Autor
- Ulla Mayer (* 1948), Silberschmiedin und Hochschullehrerin
- Eduard Nöth (* 7. September 1949), Politiker (CSU)
- Wolfgang Droege (* 25. September 1949; † 13. April 2005 in Scarborough, Kanada), kanadisch-deutscher Rechtsextremist
- Klaus Kreuzeder (* 4. April 1950; † 3. November 2014 in München), Saxophonist
- Franz Stumpf (* 31. Juli 1950; † 9. April 2019 in Forchheim), Politiker (CSU/WUO) und von 1990 bis 2016 Oberbürgermeister der Stadt Forchheim
- Manfred Prenzel (* 11. Juni 1952), Erziehungswissenschaftler und Koordinator der PISA-Studien
- Ernst Hanisch (* 1953), Chirurg und außerplanmäßiger Professor
- Horst Kummeth (* 27. Dezember 1956), Schauspieler, Regisseur und Autor
- Gilbert von Sohlern (* 19. Oktober 1957), Schauspieler
- Hartmut Koschyk (* 16. April 1959), Politiker (CSU) und MdB
- Gerd Baumann (* 1967), Musiker und Komponist
- Thomas Höhl (* 3. November 1967), Lektor, Autor und Übersetzer
- Christine Thürmer (* 1967), Langstreckenwanderin und Sachbuchautorin
- Thorsten Glauber (* 21. November 1970), Politiker (Freie Wähler)
- Christian Springer (* 15. Juli 1971), Fußballspieler
- Michael Hofmann (* 14. Juni 1974), Politiker (CSU)
- Mustafa Özkan (* 21. Februar 1975), deutsch-türkischer Fußballspieler
- Christian Hassa (* 3. Oktober 1976), Fußballspieler
- Hermann Ulm (* 18. Oktober 1976), Politiker (CSU) und Landrat
- Sven Waasner (* 28. Dezember 1979), Schauspieler
- Sebastian Körber (* 5. Mai 1980), Politiker (FDP)
- Lisa Badum (* 2. Oktober 1983), deutsche Politikerin (Bündnis 90/Die Grünen)
- Roberto Hilbert (* 16. Oktober 1984), Fußballspieler
- Christiane Hawranek (* 1984), investigative Journalistin und Rundfunkmoderatorin
- Sina Wilke (* 26. März 1985), Schauspielerin
- Andreas Sponsel (* 3. März 1986), Fußballtorhüter
- Rebecca Lenhard (* 24. Mai 1995), Politikerin (Bündnis 90/Die Grünen)
- Sebastian Hotz (* 16. Januar 1996), Satiriker („El Hotzo“)
- Benedikt Willert (* 2. Juni 2001), Fußballtorwart